# Pattinaggio di velocità agli VIII Giochi asiatici invernali - 500m femminile
La gara dei 500m femminili si è svolta il 21 febbraio 2017 al Meiji Hokkaido-Tokachi Oval di Sapporo in Giappone.

## Risultati
| Rank | Pair | Atleta                 | Tempo  | Note |
| ---- | ---- | ---------------------- | ------ | ---- |
| 1    | 7    | Nao Kodaira            | 37.39  | GR   |
| 2    | 7    | Lee Sang-hwa           | 37.70  |      |
| 3    | 8    | Arisa Go               | 37.735 |      |
| 4    | 8    | Yu Jing                | 37.738 |      |
| 5    | 9    | Zhang Hong             | 38.13  |      |
| 6    | 9    | Maki Tsuji             | 38.19  |      |
| 7    | 5    | Kim Min-sun            | 38.46  |      |
| 8    | 6    | Yekaterina Aydova      | 38.49  |      |
| 9    | 4    | Park Seung-hi          | 38.63  |      |
| 10   | 6    | Kim Hyun-yung          | 38.88  |      |
| 11   | 5    | Zhao Xin               | 39.58  |      |
| 12   | 4    | Shi Xiaoxuan           | 39.65  |      |
| 13   | 3    | Mariya Sizova          | 42.02  |      |
| 14   | 2    | Altan-Ochiryn Zul      | 42.22  |      |
| 15   | 3    | Buyantogtokhyn Sumiyaa | 43.72  |      |
| 16   | 2    | Shruti Kotwal          | 45.51  |      |
| 17   | 1    | Natalie Hognestad      | 48.26  |      |